# Droit féodal
Le droit féodal ne se fonde sur aucun texte. D'origine essentiellement contractuelle, il n'est fait que de la coutume, et les traités qu'on en a sont des notations ou des commentaires de la coutume. Les droits féodaux sont un ensemble de droits réels perçus et reçus de ses vassaux par un seigneur sur son fief. Il ne faut pas les confondre avec les droits seigneuriaux.
Parmi les droits féodaux principaux, on compte :
- le droit de guerre (ou d'ost) ;
- le droit de justice (ou de plaid) ;
- le droit d'aide (ou d'impôt).

## Le droit de guerre (ou d'ost)
Le seigneur publie son ban de guerre et convoque ses vassaux sous sa bannière et à son ost (armée), non seulement lorsque le pays est envahi ou l'intérêt général mis en jeu, mais aussi pour les guerres privées.
Ce droit imposait aux habitants l'obligation de fournir à leur seigneur un certain nombre d'hommes pour aller à la guerre. Les hommes d'armes servent pour un temps fixe (de quarante à soixante jours). Le seigneur pourvoit sa troupe en armes, en munitions et en vivres. S'ils sont eux-mêmes chevaliers ou barons, ils emmènent avec eux leurs soldats. Quiconque désobéissait devenait félon et, comme tel, était privé de son fief (commise).
Par la chevauchée, qui complétait le droit d'ost, les habitants étaient tenus de l'accompagner en armes pour lui faire honneur dans les tournées qu'il faisait sur ses domaines.

## Le droit de justice (ou de plaid)
Quand deux vassaux ont procès, le seigneur convoque les pairs ou égaux de l'accusateur et de l'accusé. Il appelle la cause et préside la cour. La procédure a le plus souvent recours à l'ordalie, ou au duel judiciaire (combat singulier), pour départager les opposants.

## Le droit d'aide (ou d'impôt)

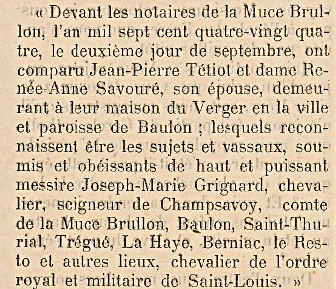
Paroisse de Baulon : les droits féodaux du comte de la Muce Brullon Joseph-Marie Grignard, seigneur de Champsavoy en 1784 (partie 1).

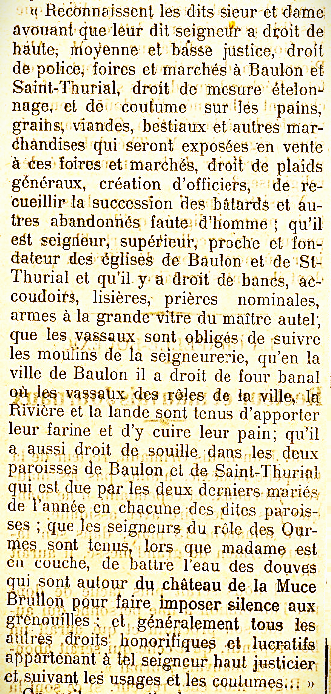
Les droits féodaux du comte de la Muce Brullon Joseph-Marie Grignard, seigneur de Champsavoy en 1784 (partie 2 évoquant notamment le "droit de grenouillage").

### L'aide aux quatre cas
Les aides régulières sont perçues deux fois par an, soit en nature, soit en argent, à Pâques et à Noël. À ces taxes (payées par tous les vassaux), s'ajoutent la taille, qui ne pèse que sur les manants, vilains ou roturiers et qui est perçue dans quatre cas :
- lorsque le seigneur est prisonnier et doit payer une rançon ;
- lorsque le seigneur part en croisade ;
- lorsque le seigneur arme chevalier son fils aîné (adoubement) ;
- lorsque le seigneur marie sa fille aînée[2].

### Droit de monnayage
Au droit d'aide se rattache le droit de monnayage. Les barons le considèrent comme une ressource fiscale, en fondant et refondant leurs pièces, modifiant le titre et le poids, établissant des bureaux de change dans leurs villes.

### Autres droits
Les autres droits féodaux regardent, les uns, la personne du vassal, les autres, son fief.
- droit d'albergue ;
- droit de prise ;
- droit de leude : taxation sur les marchandises vendus par les étrangers au sein de la juridiction d'un seigneur ;
- droit de pontage : péage payé par les hommes ou les bêtes passant sur un pont.

## Suppression et maintien des droits féodaux
Le droit féodal a été supprimé en France à la suite de la nuit du 4 août 1789.
Au Québec, la propriété éminente issue du régime seigneurial a connu une exceptionnelle longévité. En 1854, sous l'impulsion de Sir Louis-Hippolyte Lafontaine et Sir George-Étienne Cartier, l’Acte abolissant les droits et devoirs féodaux dans le Bas-Canada vient réformer à l'échelle de la province les divers droits seigneuriaux comme les lods et ventes, en remplaçant ceux-ci par le paiement d’une rente seigneuriale fixe. Les tenures en censive deviennent francs alleu roturiers.
Le gouvernement de Louis-Alexandre Taschereau crée en 1935 le Syndicat national du rachat des rentes seigneuriales (SNRRS), ayant pour but d’homologuer les livres terriers afin de convertir en capital rachetable les rentes constituées. Temporairement, ce sont les municipalités qui collecteront ces rentes, converties en taxes municipales.
C’est le 11 novembre 1940 que les propriétaires de biens seigneuriaux ont perçu pour une dernière fois leurs rentes seigneuriales. À partir de cette date, quelque 60 000 cultivateurs de 245 seigneuries disposent d'un maximum de 41 ans pour racheter le capital des rentes constituées. Les derniers restes des rentes seigneuriales ont ainsi progressivement disparu au Québec avant 1981.
La variété des types de fiefs en Europe occidentale à l'époque médiévale et à l'époque moderne conduit à la grande variété des droits féodaux. La plupart de ces droits ont été abolis dans les pays européens en même temps que la suppression des droits seigneuriaux.
Ils existent encore dans certaines régions et sont dus ou perçus par les propriétaires de fiefs ayant conservé une existence juridique.
C'est le cas par exemple dans les îles Anglo-Normandes de Jersey, Guernesey et de Sercq. Dans les deux premières îles, les droits seigneuriaux ont été abolis au XXe siècle mais les propriétaires de fiefs dans ces îles (les seigneurs) continuent de rendre leur hommage au duc (le souverain britannique, en tant que Duc de Normandie) lors de ses visites. En revanche, le seigneur de Sercq a conservé l'ensemble de ses droits, féodaux et seigneuriaux, jusqu'en 2008.

### Ressource externe
- (fr) Droit féodal Concerne essentiellement les provinces relevant du Parlement de Toulouse.